# When All Is Said and Done
When All Is Said and Done è un singolo del gruppo musicale svedese ABBA del 1981, estratto dall'album The Visitors. 

## Descrizione
La voce è quella di Anni-Frid Lyngstad. Tradotto letteralmente "quando tutto è detto e fatto" corrisponde all'espressione italiana "tutto sommato".
La canzone è ispirata dal divorzio tra la Lyngstad e Benny Andersson